# 로버토 루옹고
로버토 루옹고(영어: Roberto Luongo, 1979년 4월 4일~)는 캐나다의 은퇴한 아이스하키 선수로 포지션은 골텐더이다. 현역 시절에 내셔널 하키 리그(NHL)의 뉴욕 아일런더스와 밴쿠버 커넉스, 플로리다 팬서스 소속으로 뛰었다.

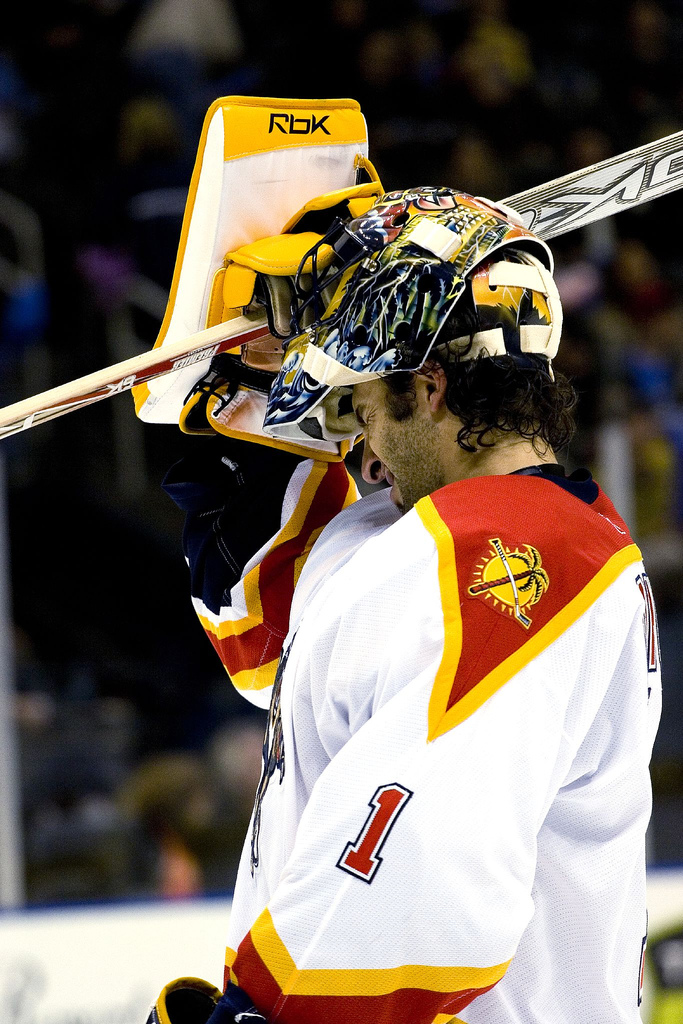
2005년 11월 플로리다 팬서스 소속 당시의 루옹고. 루옹고는 NHL에서 항상 "1"번을 달고 뛰었다.

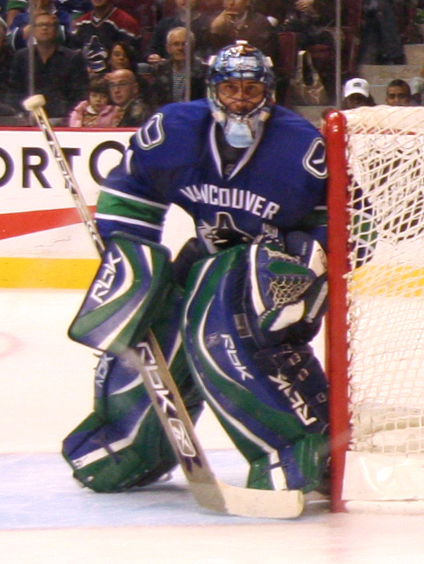
2007년 10월 밴쿠버 커넉스와 로스앤젤레스 킹스 경기 당시의 루옹고

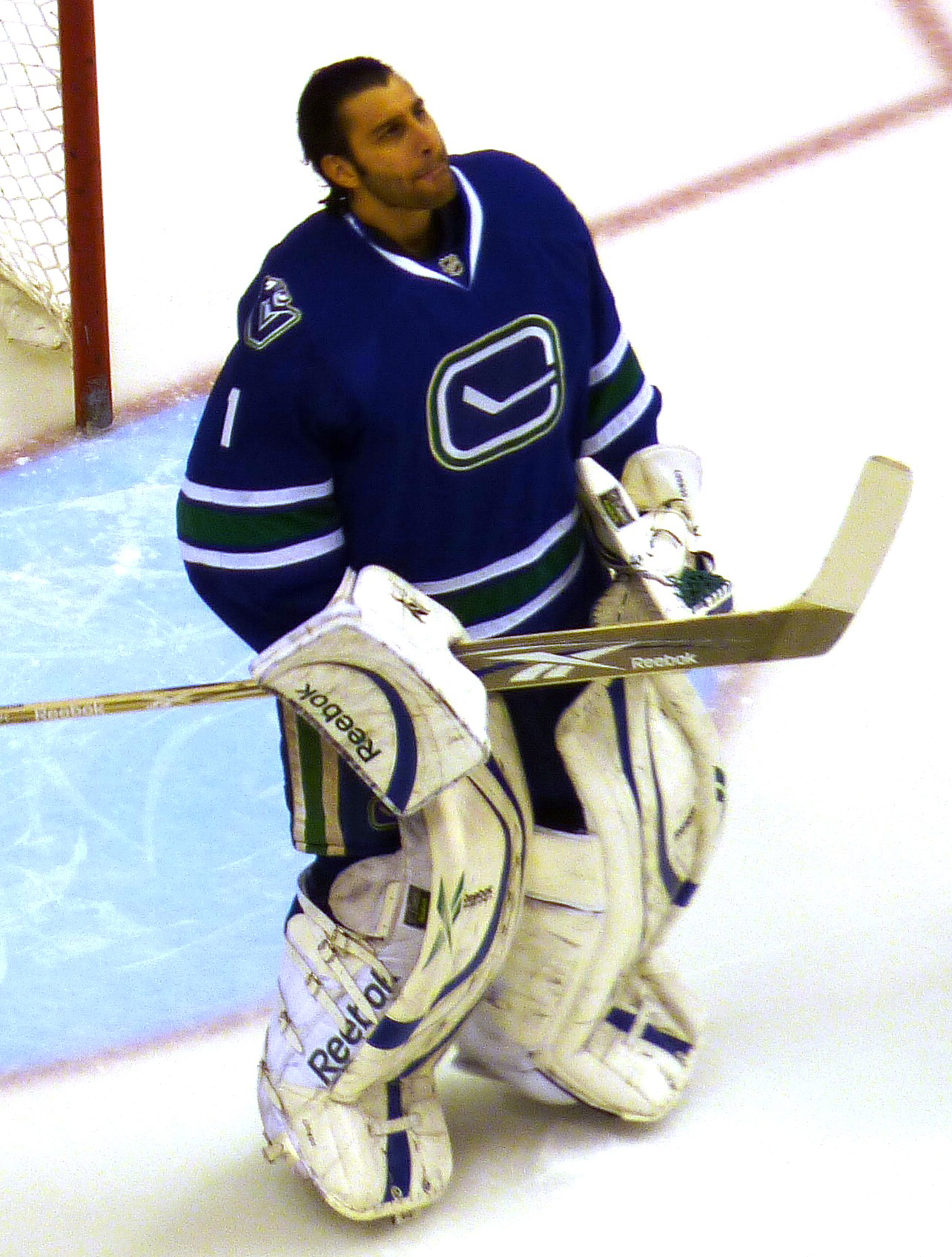
2009년 12월 밴쿠버 커넉스와 애너하임 덕스 경기 당시의 루옹고

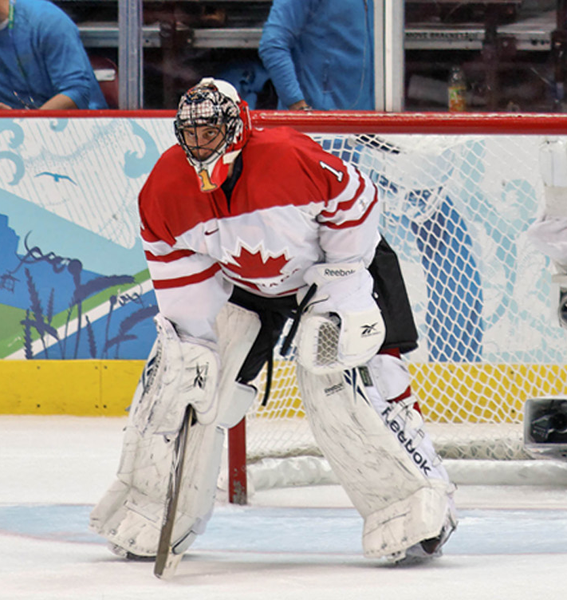
2010년 동계 올림픽 러시아전 당시의 루옹고